# Philipp Dessauer (Theologe)
Philipp Dessauer (* 11. Mai 1898 in Neuburg an der Donau; † 28. Juli 1966 in München) war ein deutscher römisch-katholischer Theologe und Priester.

## Leben und Werk
Nach seinem Abitur 1917 begann Dessauer 1918 zunächst ein Studium der Naturwissenschaften und der Philosophie. Er entschied sich etwas später, Priester zu werden und absolvierte in Freiburg im Breisgau und in Innsbruck ein Theologiestudium.
Seit 1923 gehörte Dessauer in Innsbruck einem Freundeskreis der Oratorianer an, aus dem heraus später das Oratorium Leipzig gegründet wurde. Am 3. April 1927 wurde Dessauer in Würzburg zum Priester geweiht. Er wirkte zunächst als Kaplan in seinem Heimatbistum Würzburg. Von 1930 bis zum Ende des Zweiten Weltkrieges war er Mitglied des Leipziger Oratoriums. Hier verband er seine seelsorgerische Tätigkeit mit wissenschaftlicher Arbeit. Zu Ende des Zweiten Weltkrieges schloss er sich mit einigen ehemaligen Leipziger Mitgliedern des Oratoriums zu einer neuen Oratorianergemeinschaft in München zusammen.
„Philipp Dessauer setzte sich mit philosophischen, anthropologischen, entwicklungspsychologischen und psychologischen Ansätzen auseinander.“ Darauf basierend verfasste er seine Schriften zur „naturalen und christlichen Meditation“. Die Weite seines Denkens zeigt sein letzter, im Münchener Sophiensaal gehaltener Vortrag „Buddha und Christus“. Ein besonderes Anliegen Philipp Dessauers lag in der aktiven Beteiligung der Laien am Apostolat der Kirche. Er begründete diese Forderung mit dem gemeinsamen Priestertum aller Gläubigen, das sich in der Teilnahme an der Feier der Liturgie jeweils aktualisiert.
„Philipp Dessauer starb am 28. Juli 1966 und ist auf dem Friedhof der Oratorianer in St. Laurentius in München begraben.“
Philipp Dessauer war der Neffe des Biophysikers Friedrich Dessauer.